# Athenaeum Elbingense

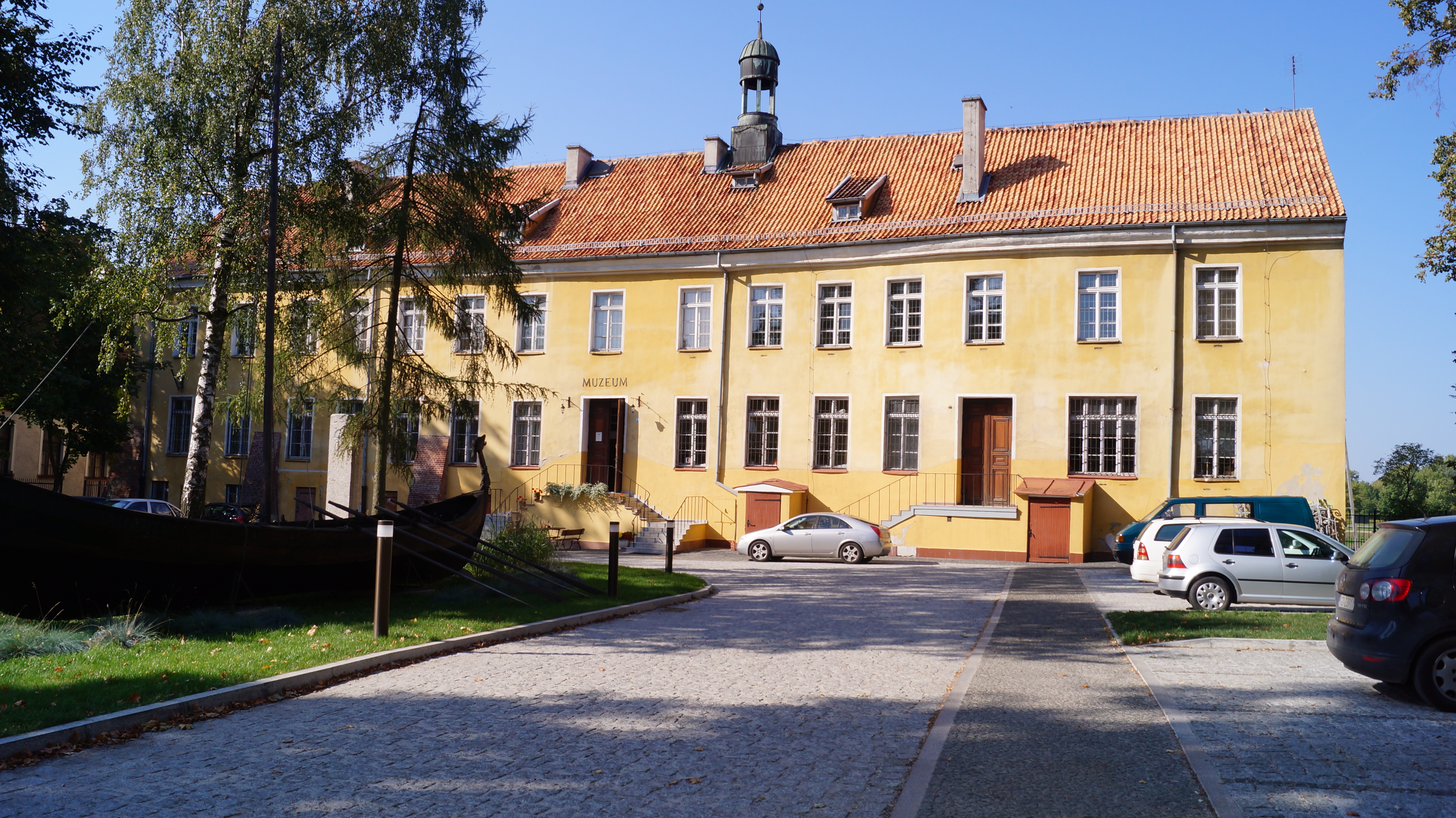
Gebäude (2014), heute ein Museum

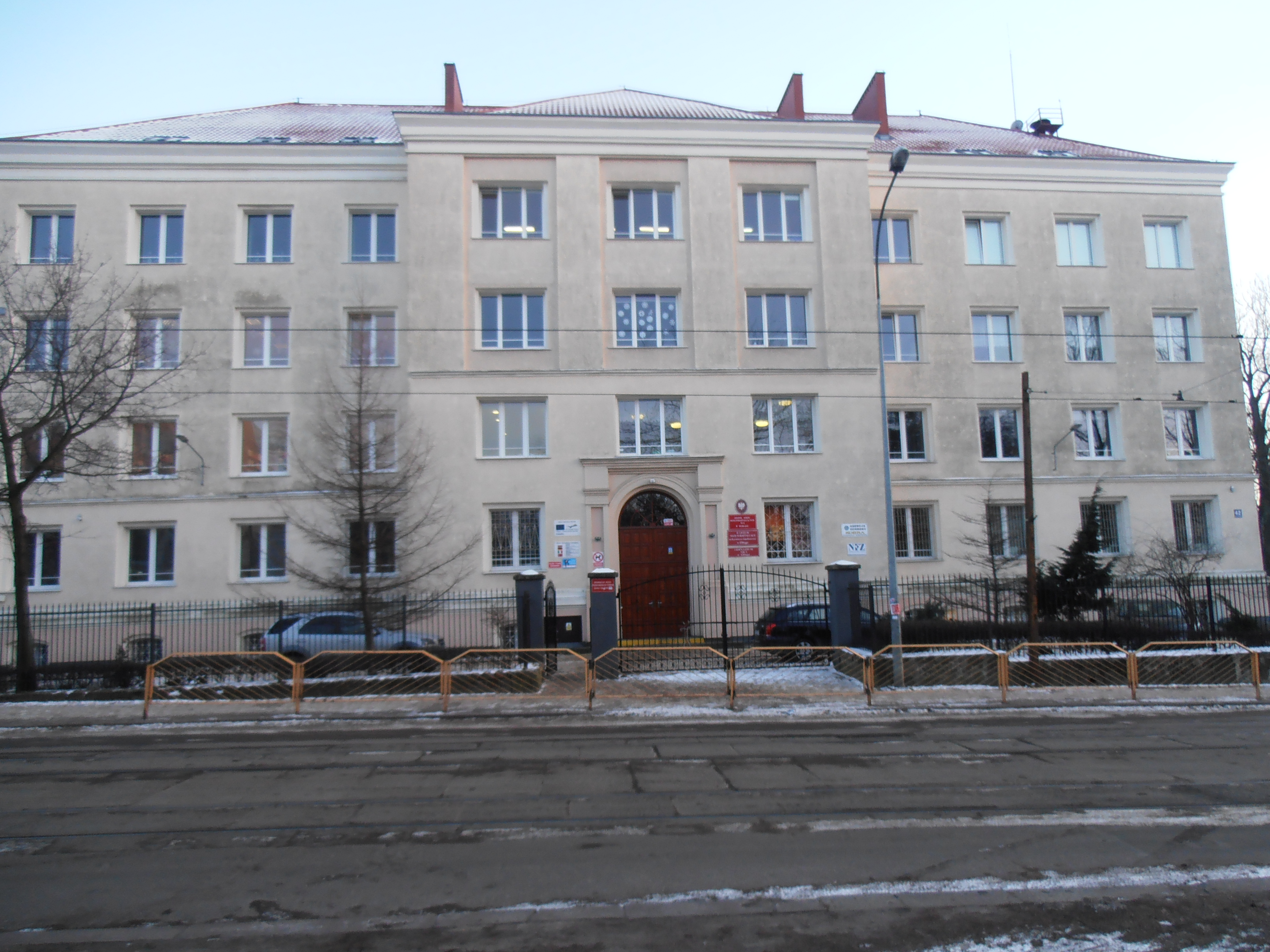
Gebäude von 1882, heute das II. Liceum Kasimir der Jagiellone

Das Athenaeum Elbingense (auch Königliches Gymnasium) war von 1535 bis 1944 ein Gymnasium in Elbing in Königlich Preußen und Westpreußen.

## Geschichte
1535 wurde in Elbing das erste humanistische Gymnasium in Königlich Preußen gegründet. Es befand sich in einem Gebäude der Vorburg vom ehemaligen Schloss des Deutschen Ordens, das im 14./15. Jahrhundert gebaut und von 1468 bis 1520 vom Brigittenkloster Elbing genutzt worden war. Gegründet wurde es auf Initiative des Stadtrates, besonders des Bürgermeisters Jacob von Alexschwangen, um humanistische Kultur und Bildung in der Stadt zu befördern. Erster Rektor wurde der Niederländer Willem van der Vollensgraft, der zuvor Schulleiter in Den Haag gewesen war.
1599 wurde das Gebäude umgebaut und den Bedürfnissen der Schule besser angepasst. Es erhielt eine prächtige Renaissancefassade. Das Akademische Gymnasium in Elbing hatte einen guten Ruf und wurde von Bürgersöhnen aus Königlich Preußen und dem Herzogtum Preußen, aber auch aus Pommern, Schlesien, Böhmen, Siebenbürgen, den Niederlanden, England, Schottland und weiteren Ländern besucht. Zu den bekanntesten Lehrern gehörte der Gelehrte Johann Amos Comenius, der hier 1642–1646 unterrichtete.
In der Franzosenzeit von 1805/07 wurde das Gebäude schwer beschädigt und als Lazarett genutzt. 1808/09 wurde es wieder hergestellt.
1882 zog das Gymnasium in die Königsberger Straße um. In das bisherige Gebäude kam eine Mädchen-Mittelschule, die 1932 in Agnes-Miegel-Schule umbenannt wurde. 1944/45 wurde die Schule geschlossen.

## Gebäude

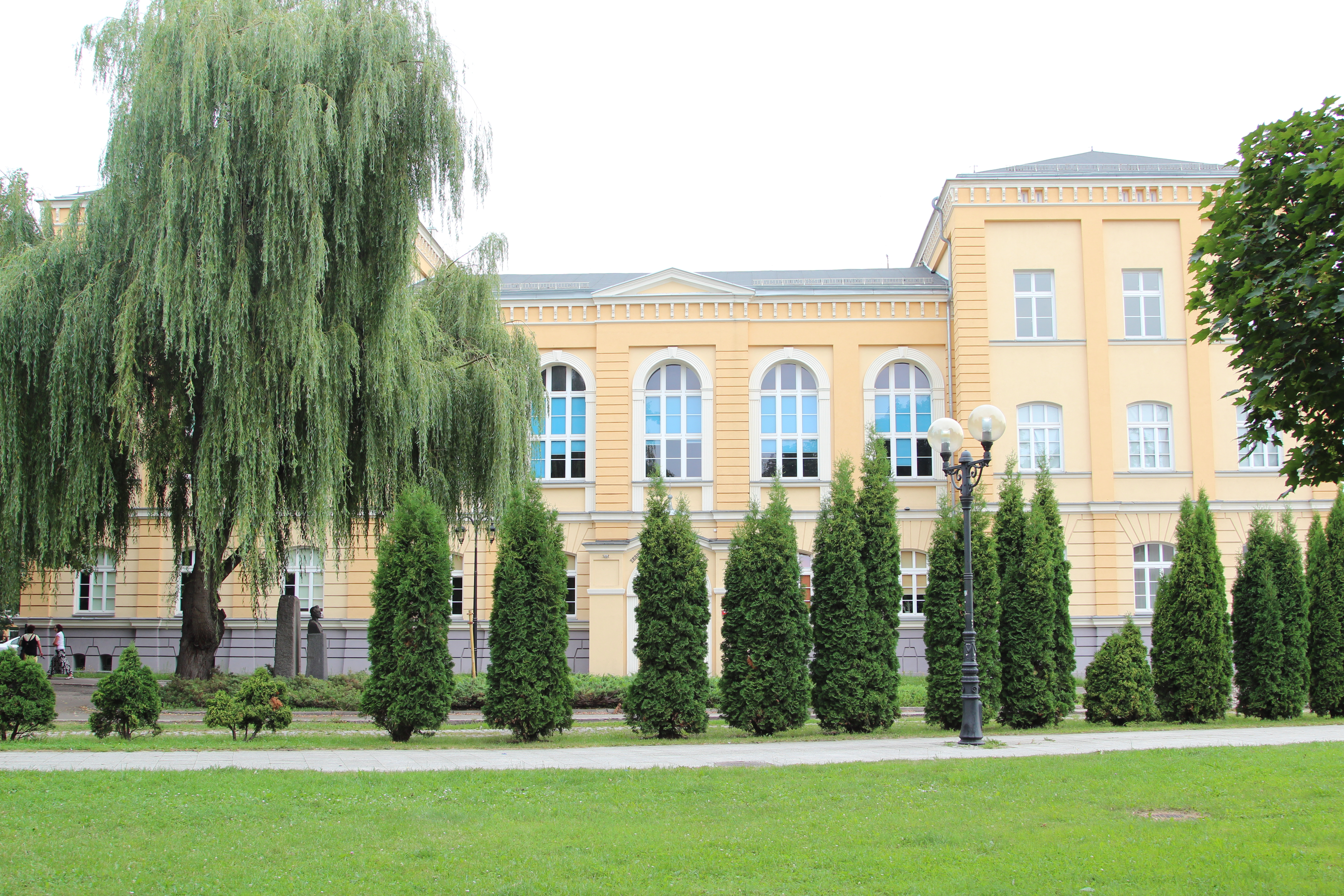
Ehem. Kaiserin-Auguste-Victoria-Lyzeum, heute I Liceum Juliusz Słowacki

Das alte Gebäude wurde nach 1945 wieder als Schule genutzt und 1972 an das Stadtmuseum übergeben. Es ist heute ein Archäologisches Museum. Das neuere Gebäude von 1882 in der ul. Królewca blieb ebenfalls Schulgebäude und ist heute das II. Liceum Kasimir der Jagiellone. Das I. Liceum Juliusz Słowacki befindet sich in der ul. Pocztowa 2 im Gebäude von 1875 der ehemaligen Kaiserin-Auguste-Victoria-Schule, einem 1909 voll gleichgestellten Mädchenlyzeum. 2019 hatte Elbląg 15 Gymnasien und 5 Liceen (gymnasiale Oberstufe).

## Schüler
- Friedrich Albrecht Ernst von Aweyden (1747–1827), preußischer Justizdirektor und Gutsbesitzer
- Louise Peterson (1828–1902), Jugendschriftstellerin
- Carl Heinrich (1835–1908), Direktor der Königin-Luise-Schule in Königsberg
- Gustav Deutsch (1868–1942), Direktor der Provinzialheilanstalt Treptow/Rega
- Georg Reiss (1885–1943), Heeresgeneralintendant in Krakau
- Johannes Zielinski (1914–1993), Pädagoge und Hochschullehrer in Aachen